# Ascogaster olethreuti
Ascogaster olethreuti är en stekelart som beskrevs av Henry Lorenz Viereck 1912. Ascogaster olethreuti ingår i släktet Ascogaster och familjen bracksteklar. Inga underarter finns listade.